# 아리아케해

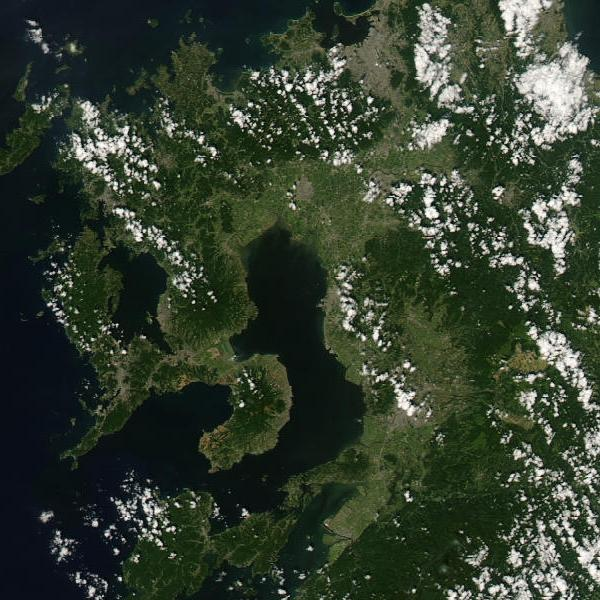
아리아케해

아리아케해(일본어: 有明海 아리아케카이[*], Ariake Sea)는 규슈 북서부에 있는 내해다. 후쿠오카현, 사가현, 나가사키현, 구마모토현에 걸쳐 있는 규슈 최대의 만이다.